# Propebela turricula
Propebela turricula är en snäckart som först beskrevs av Montagu 1803.  Propebela turricula ingår i släktet Propebela och familjen kägelsnäckor. Inga underarter finns listade i Catalogue of Life.